# Andrew B. Moore
Andrew Barry Moore (7 de Março de 1807 – 5 de Abril de 1873) foi o 16º Governador do estado americano do Alabama de 1857 até 1861 e exerceu como Governador no início da Guerra Civil Americana.

## Primeiros anos
Moore nasceu no Distrito de Spartanburg, Carolina do Sul, filho de Jane e Charles Moore, um plantador de algodão e veterano da Revolução Americana e Guerra de 1812. O pai de Moore comprou um terreno no Condado de Perry, Alabama, em 1820 e sua família mudou-se para lá, embora o jovem Moore tenha permanecido na escola da Carolina do Sul antes de ingressar na família em 1826.

## Carreira
Depois de lecionar em Marion, no Condado de Perry, por dois anos, Moore estudou direito e foi aceito na Ordem em 1833. Por oito anos, exerceu como Juiz de Paz no Condado de Perry.
Em 1839, Moore foi eleito para a Câmara dos Representantes do Alabama como Democrata, reeleito em 1842 e, posteriormente, exerceu quatro mandatos consecutivos. Eleito Presidente da Câmara em 1843, 1844 e 1845, Moore trabalhou junto com o Governador Benjamin Fitzpatrick na liquidação do Banco do Estado. Moore defendeu a mudança da câmara do estado para Montgomery e proferiu o último discurso no antigo Salão da Câmara dos Representantes em Tuscaloosa.
Moore retomou sua advocacia em 1846. Foi eleitor presidencial do candidato Democrata Lewis Cass em 1848. Nomeado pelo Governador Henry W. Collier em 1851 para preencher uma vaga no tribunal, Moore exerceu nessa função até 1857, quando aceitou a nomeação do Partido Democrata para governador. Foi eleito sem oposição.
A educação e as melhorias internas receberam atenção significativa durante o primeiro mandato de Moore. A construção foi concluída no Hospício do Alabama, em Tuscaloosa, e o Dr. Peter Bryce foi nomeado seu primeiro superintendente. O Instituto para Surdos e Cegos foi construído em Talladega. A Faculdade de Medicina, uma filial da Universidade do Alabama, foi construída em Mobile. Moore defendeu os auxílios estatais suplementados por doações federais de terras para promover a construção de ferrovias, e particularmente favoreceu as tentativas do Alabama River Railroad e Alabama para conectar as áreas norte e sul do estado.
Considerado moderado na questão da escravidão, Moore derrotou o extremista William F. Samford na eleição a governador de 1859. Embora tenha ficado mais preocupado com a defesa dos direitos dos estados após o ataque de John Brown ao arsenal dos EUA em Harper's Ferry, Virgínia, em Outubro 1859, Moore continuou a recomendar cautela. A Câmara, no entanto, promulgou uma lei para prover a organização militar do estado em Fevereiro de 1860. A lei criou uma Comissão Militar composta pelo Governador, um Ajudante e Inspetor Geral e um Intendente Geral, bem como um exército do estado de oito mil voluntários. A Câmara também aprovou uma resolução exigindo que o Governador, no caso de um "Republicano negro" ser eleito presidente, que convoque a eleição de delegados para uma convenção estadual "para considerar, determinar e fazer o que for necessário para proteger os interesses do Estado". Em 24 de Dezembro de 1860, Moore emitiu mandatos de eleição que levaram à Convenção da Secessão de 1861.
Entre a eleição de Novembro de 1860 de Abraham Lincoln e a reunião da Convenção do Alabama no dia 7 de Janeiro de 1861, Moore tomou várias medidas decisivas para proteger a situação financeira e as capacidades defensivas do estado. Instou os bancos a suspenderem os pagamentos por moeda e a trocar grandes quantidades de capital por títulos do Estado. Ordenou que a milícia do estado apreendesse o arsenal no Monte Vernon e Fort Morgan e no Fort Gaines na Baía de Mobile, e contribuiu com mais de quinhentas tropas para ajudar o Governador da Flórida, Madison S. Perry, a capturar os fortes federais em Pensacola.
Quando o governo dos Estados Confederados da América foi organizado em Montgomery, em Fevereiro de 1861, Moore usou sua influência para ajudar a garantir a eleição do conservador Jefferson Davis sobre o mais radical William Lowndes Yancey.
Depois de deixar o cargo, Moore foi nomeado ajudante de ordens pelo Governador John Gill Shorter e trabalhou para coordenar a aquisição e o transporte de suprimentos para o General Albert Sidney Johnston, no norte do Alabama. Após a rendição de Robert E. Lee em Appomattox, Moore foi preso por tropas federais e encarcerado no Fort Pulaski, em Savannah, na Geórgia, com outros líderes confederados. Solto em Agosto de 1865, retornou a Marion, Alabama, e retomou sua advocacia.

## Vida pessoal

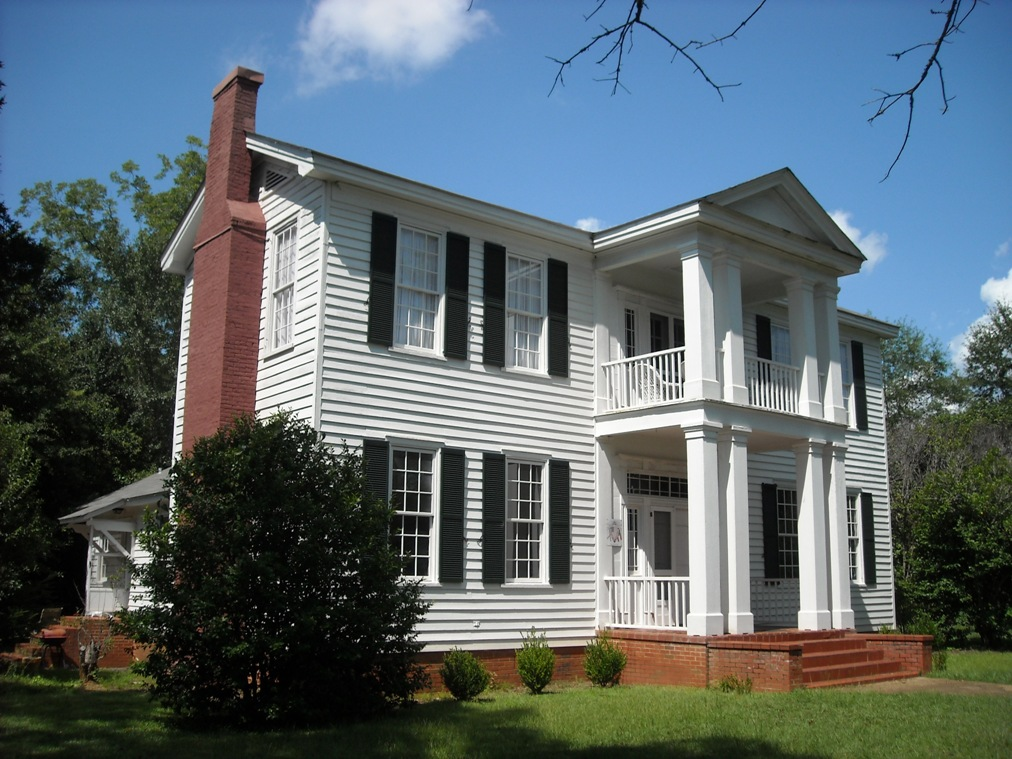
A Casa do Governador Andrew Moore.

Em 1832, casou-se com Mary Goree, filha de um agricultor local. Moravam em Marion, Alabama.

## Morte
Morreu em 1873.